# Arizona State University

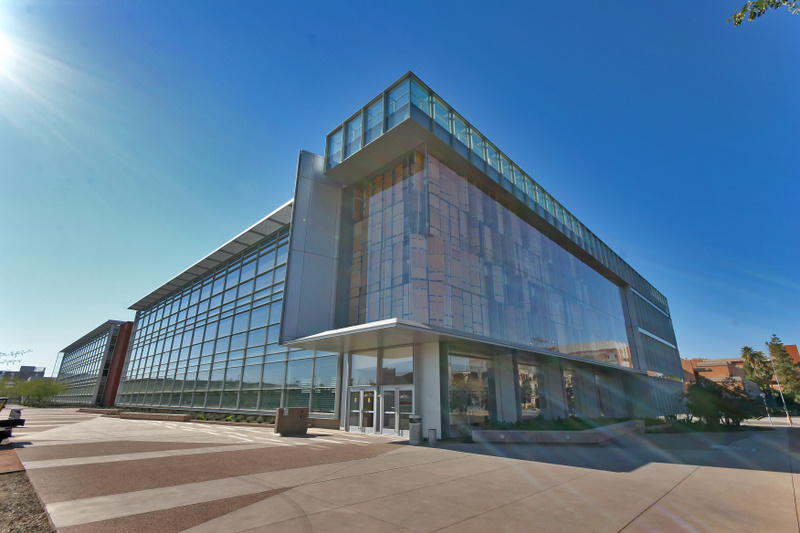
Het Biodesigninstituut op de ASU-campus in Tempe

De Arizona State University (ASU), vaak verkort tot Arizona State, is een Amerikaanse openbare onderzoeksuniversiteit in de agglomeratie van Phoenix (Arizona). Met meer dan 70.000 inschrijvingen (2011) is Arizona State de grootste openbare universiteit van de Verenigde Staten. 
De universiteit heeft vier campussen in de omgeving van Phoenix: Tempe campus, West campus, Polytechnic campus (ook ASU East) en Downtown Phoenix campus. Daarnaast werkt ASU aan verscheidene kleinere opleidingscentra uitsluitend voor undergraduate onderwijs.
De universiteit werd in 1885 opgericht als de Tempe Normal School. In 1945 kreeg de school de naam Arizona State College. Vier jaar later besloten de kiezers van Arizona de huidige naam aan te nemen.

## Alumni
Golfers
- Knut Børsheim
- Alejandro Cañizares
- Paul Casey
- Carlota Ciganda
- Chan Kim
- Niklas Lempke
- Phil Mickelson
- Scott Pinckney
- Jon Rahm
- Chez Reavie

Acteurs
- Lynda Carter
- Nick Nolte
- Alejandro Roces
- David Spade
- Brenda Strong

Anders
- Barry Bonds, honkballer
- Henry Carr, olympisch sprinter
- Ron Freeman, atleet
- James Harden, basketbalspeler
- Léon Marchand, olympisch zwemmer
- Dustin Pedroia, honkballer